# 青山学院大学グリーンハーモニー合唱団
青山学院大学グリーンハーモニー合唱団（あおやまがくいんだいがくグリーンハーモニーがっしょうだん）とは、青山学院大学文化連合会に所属する大学公認の混声合唱団である。通称「GH（ゲーハー）」。
東京六大学混声合唱連盟に加盟している。

## 概要
1954年に伊藤栄一を常任指揮者に迎えて発足した団体であり、大学公認の音楽系クラブとしては最長の歴史を持つ。毎年12月に行われる定期演奏会を主軸に活動している他、同月に実施されるオール青山メサイア公演、5月に実施される東京六大学混声合唱連盟定期演奏会にも参加している。かつては全日本合唱連盟、東京都合唱連盟に所属していた。現在は第二代常任指揮者の樋本英一の指導の下活動している。

## 歴史
- 1954年　結成
- 1955年　第一回定期演奏会。第九回関東合唱コンクール混声部門優勝
- 1956年　OB会結成
- 1959年　東京六大学混声合唱連盟結成
- 1981年　常任指揮者に樋本英一が就任
- 1990年　青山学院女子短期大学公認団体に承認。OB合唱団結成
- 2004年　創部50周年記念定期演奏会
- 2016年春のコーラスコンテスト2016ユースの部優勝

## 指導者
- 樋本英一　常任指揮者
- 石井美紀　ピアニスト
- 土師雅人　ボイストレーナー
- 芳賀美穂　ボイストレーナー